# Мерфри, Эгер

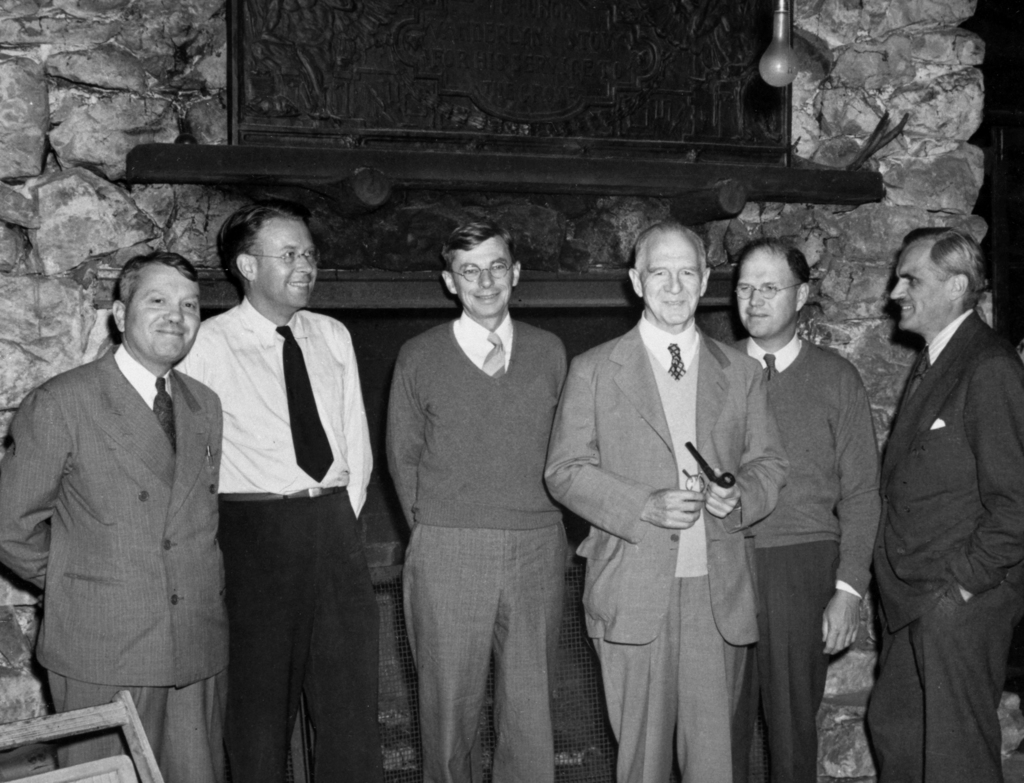
Комитет S-1 в Богемской роще. 13 сентября 1942 г. Слева направо - Гарольд С. Юри, Эрнест О. Лоуренс, Джеймс Б. Конант, Лайман Дж. Бриггс, Э. В. Мерфри и Артур Комптон

Эгер Вон Мерфри (3 ноября 1898 года - 29 октября 1962 года) — американский химик, известный как  изобретатель процесса каталитического крекинга.

## Биография
Родился 3 ноября 1898 года в Бейонне, штат Нью-Джерси, и в детстве переехал в штат Кентукки. Окончил Университет Кентукки получив степени по химии и математике в 1920 году и степень магистра по химии в 1921 году. После года преподавания в школе, несколько лет работал в Массачусетском технологическом институте преподавателем и научным сотрудником на кафедре химической инженерии. В 1930 году поступил в Standard Oil of New Jersey.
Признан ведущим специалистом в области синтеза синтетического толуола, бутадиена и углеводородов, процесса крекинга.
Участвовал в Манхэттенском проекте в качестве члена Комитет S-1. Руководил проектом создания центрифуги (вскоре заброшенного). Главным инженером Манхэттенского проекта в июне 1942 года. По словам инженера Кеннета Николса Мерфри  был 

больше похож на промышленных инженеров, с которыми я привык иметь дело. Он был стабилен, консервативен, тщателен и точен.
. Он должен был быть в Комитете Льюиса, который рассматривал весь проект в ноябре 1942 года, но был болен. Он и Джеймс Конант не согласились с рекомендацией комитета построить только небольшую электромагнитную установку, и была построена полноразмерная установка. В 1950-х годах он служил в министерстве обороны по планированию ракет и координации программ трёх служб, как это делал Николс ранее.
С 1947 по 1962 год занимал должность вице-президента по исследованиям и разработкам в компании Exxon.
Умер 29 октября 1962 года в больнице Оверлук в Саммите, штат Нью-Джерси, от коронарного тромбоза.

## Награды
- Медаль Перкина (1950)
- медаль Исследовательского института промышленности (IRI) (1953).

## Память
- Он был введен в Национальный зал славы изобретателей в 1999 году.
- Премия  Мерфри в области промышленной и инженерной химии, присуждается ежегодно Американским химическим обществом и названа в его честь.

## Ссылка
- Eger V. Murphree  (англ.)